# Raphaëlle Giordano
Pour les articles homonymes, voir Giordano.
Raphaëlle Giordano, est une romancière française née le 19 avril 1974 à Paris.
En 2020, elle se situe à la sixième place des auteurs les plus vendus d'après le classement GFK-Le Figaro (avec plus de six cent trente mille exemplaires vendus en 2019). Elle est entrée dans le top 10 de ce classement en 2018, propulsée à la 2e place (avec plus d'un million de livres vendus en 2017) puis à la 8e place en 2019 (avec plus de 600 000 livres vendus en 2018).

## Biographie
Petite-fille de l'animateur de radio-télévision, parolier et résistant Jean Nohain, Raphaëlle Giordano obtient le diplôme d'arts graphiques de l'école Estienne en 1998.
Elle travaille comme créatrice dans une agence de communication parisienne, mais démissionne pour créer en 2006 Emotone, une agence d'événementiel créatif pour entreprises.
Après une dizaine d'ouvrages édités, liés à la créativité et au développement personnel, elle publie, en septembre 2015, son premier roman : Ta deuxième vie commence quand tu comprends que tu n’en as qu’une, aux éditions Eyrolles.

## Un phénomène d'édition
Le roman Ta deuxième vie commence quand tu comprends que tu n'en as qu'une, paru en septembre 2015, dépasse les 2,2 millions d'exemplaires vendus en 2020, dont plus de 620 000 ventes en grand format aux éditions Eyrolles. Le format poche parait aux éditions Pocket en juin 2017 et se classe immédiatement à la première place des ventes en France, toutes catégories confondues, et s'y maintient plusieurs semaines,. À titre de comparaison, le prix Goncourt, distinction littéraire française réputée la plus prestigieuse et garante de succès en librairies, s'écoule à environ 400 000 exemplaires, les meilleures années.
L'histoire relate la « renaissance à elle-même » de Camille, mère de famille de « 38 ans un quart », subtilement déprimée par son quotidien, sous la houlette d'un mystérieux et bienveillant « routinologue ».
Début avril 2017, 62 semaines après sa parution, Ta deuxième vie… figure toujours à la seconde place des ventes nationales dans le palmarès des livres de l'hebdomadaire L'Obs comme dans plusieurs autres classements. Un accueil rarissime pour un premier roman, équivalent sinon supérieur à celui réservé aux ténors du box office littéraire, tels que Guillaume Musso ou Marc Levy.
Plus de quarante pays, dont les États-Unis, le Royaume-Uni, l'Espagne, l'Allemagne, l'Italie, la Russie etc., achètent les droits de l'ouvrage, qualifié de « phénomène d'édition » par la plupart des commentateurs. Une adaptation au cinéma est en cours. La bande-dessinée, elle, paraîtra le 21 octobre 2020 aux éditions Soleil.
Le second roman de Raphaëlle Giordano sort le 1er juin 2017, toujours aux éditions Eyrolles, et s'intitule Le Jour où les lions mangeront de la salade verte,. Il se vend à plus de 600 000 exemplaires tous formats confondus},. Il est actuellement traduit dans 10 pays et en cours de traduction dans de nombreux autres pays. Il existe également en audiolivre et en club.
Son troisième roman, Cupidon a des ailes en carton, est paru le 3 janvier 2019 en co-édition Plon-Eyrolles et se vend à plus de 110 000 exemplaires en grand format. Il paraît au format poche (éditions Pocket) le 18 juin 2020. Il est d'ores et déjà en cours de traduction dans 5 pays.
Son quatrième roman, Le Bazar du zèbre à pois, est paru en janvier 2021.

### Réception critique
Anne-Sophie Mercier, journaliste pour Le Canard Enchaîné, la considère comme une « chantre du bien-être à la carte », profitant et abusant de la niche marketing de la pensée positive et du « développement personnel », au même titre que Fabrice Midal ou Frédéric Saldmann.
À l'inverse et à l'instar de nombreux confrères, Baptiste Liger, critique littéraire et rédacteur en chef du magazine Lire, évoque « la sincérité de Raphaëlle Giordano et son envie de nous rendre meilleurs. »

### Engagement
- Participation à l’ouvrage « Lettre à ce prof qui a changé ma vie », aux éditions Pocket et Robert Laffont (2020), en hommage à Samuel Paty.
- Participation à l’ouvrage « 13 à Table » aux éditions Pocket (2023) aux profits des Restos du Cœur.
- Intervention à la maison d’arrêt pour femmes de Versailles avec l'association "Lire pour en sortir" en juin 2023.

## Ouvrages

### Illustrés par Izumi Mattei-Cazalis
- L'Affirmation de soi : Les secrets du Dr Coolzen, Escalquens, éditions Dangles, 25 mars 2010, 144 p. (ISBN 978-2-7033-0805-8)
- La Gestion du stress : Les secrets du Dr Coolzen, Escalquens, éditions Dangles, 25 mars 2010, 144 p. (ISBN 978-2-7033-0806-5)
- La Relation de couple : Les secrets du Dr Coolzen, Escalquens, éditions Dangles, 24 juin 2010, 144 p. (ISBN 978-2-7033-0838-6)

### En solo
- Faire face au changement : Les secrets du Dr Coolzen, Escalquens/Paris, éditions Dangles, 16 novembre 2010, 144 p. (ISBN 978-2-7033-0821-8)
- J'ai décidé d'être zen, Paris, Eyrolles, 27 mars 2014, 132 p. (ISBN 978-2-212-55521-9)
- 100 % Bonheur, Paris, éditions Mango, 23 août 2020, 144 p. (ISBN 978-2-317-00390-5)
- Ta deuxième vie commence quand tu comprends que tu n'en as qu'une : roman, Paris, Eyrolles, 17 septembre 2015, 218 p. (ISBN 978-2-212-56116-6, lire en ligne)
  - Ta deuxième vie commence quand tu comprends que tu n'en as qu'une : roman, Paris, Pocket, 1er juin 2017, 256 p. (ISBN 978-2-266-27002-1)
  - Ta deuxième vie commence quand tu comprends que tu n'en as qu'une, Soleil, 21 octobre 2020, 204 p. (ISBN 978-2-302-08318-9)
- Le jour où les lions mangeront de la salade verte : roman, Paris, Eyrolles, 1er juin 2017, 320 p. (ISBN 978-2-212-56447-1, lire en ligne)
  - Le jour où les lions mangeront de la salade verte, Paris, Pocket, 6 juin 2019, 384 p. (ISBN 978-2-266-28609-1)
- Cupidon a des ailes en carton, Paris, Plon/Eyrolles, 3 janvier 2019, 408 p.
  - Cupidon a des ailes en carton, Paris, Pocket, 18 juin 2020, 448 p. (ISBN 978-2-266-30628-7)
- Le Bazar du zèbre à pois, Paris, Plon, 14 janvier 2021, 329 p. (ISBN 978-2259277617)
- Le Bazar du zèbre à pois, Paris, Pocket, 06 octobre 2022, 320 p.  (ISBN 978-2266320863)
- Le spleen du pop-corn qui voulait exploser de joie, Paris, Plon, 6 octobre 2022, 312 p. (ISBN 978-2259310123)
- Le spleen du pop-corn qui voulait exploser de joie, Paris, Pocket, 06 octobre 2022, 336 p.  (ISBN 978-2266333047)
- Heureux les fêlés car ils laissent passer la lumière, Paris, Récamier, 19 octobre 2023, 312 p.  (ISBN 978-2385770297)
- Heureux les fêlés car ils laissent passer la lumière, Paris, Pocket, 17 octobre 2024, 320 p.  (ISBN 978-2266344685)